# Черемшанка (река, Сахалин)
Черемшанка — река на острове Сахалин. Длина реки — 49 км. Площадь водосборного бассейна — 317 км².
Берёт начало с горы Шахматная Южно-Камышового хребта. Общее направление течения с юго-востока на северо-запад. Впадает в Татарский пролив. В устье находится село Пензенское. Ширина реки у подножия горы Горелой составляет 18 метров, глубина — 0,6 метра.
Протекает по территории Томаринского городского округа Сахалинской области.
Крупные притоки: Старицкая.

## Данные водного реестра
По данным государственного водного реестра России относится к Амурскому бассейновому округу.
Код объекта в государственном водном реестре — 20050000212118300007387.